# بوا فيستا
بوا فيستا (بالفرنسية: Boa Vista)‏ هي ثالث أكبر جزيرة في جزر الرأس الأخضر،سماها البرتغالين بهذا الاسم والذي يعني «المنظر الجميل».

## الجغرافيا
تقدر مساحتها ب620كم2 وهي بهذا تعد الجزيرة الثالثة من حيث المساحة بعد كل من:سانتوأنتاو وسانتياغو.تبعد مسافة 455كم عن الساحل الغربي لإفريقيا.تمتاز سطح الجزيرة بالانبساط أعلى فيها هي قمة ايستانثيا حيث تبلغ ارتفاعها 287م.

## المدن
- بافورايرا
- كابيثو دوس تارافيس
- كورال فيلهو
- ايستانثيا دي بايشو
- فوندو داس فيكويراس
- كاتا
- خوا باريرو
- خوا كاليكو
- نورتي
- بوفواتشاو فيلها
- رابيل
- سال راي
- سانتو تيريسو

## السكان
يبلغ عدد السكان فيها حوالي 3,353 نسمة حسب إحصاء عام 2005م.

## معرض صور

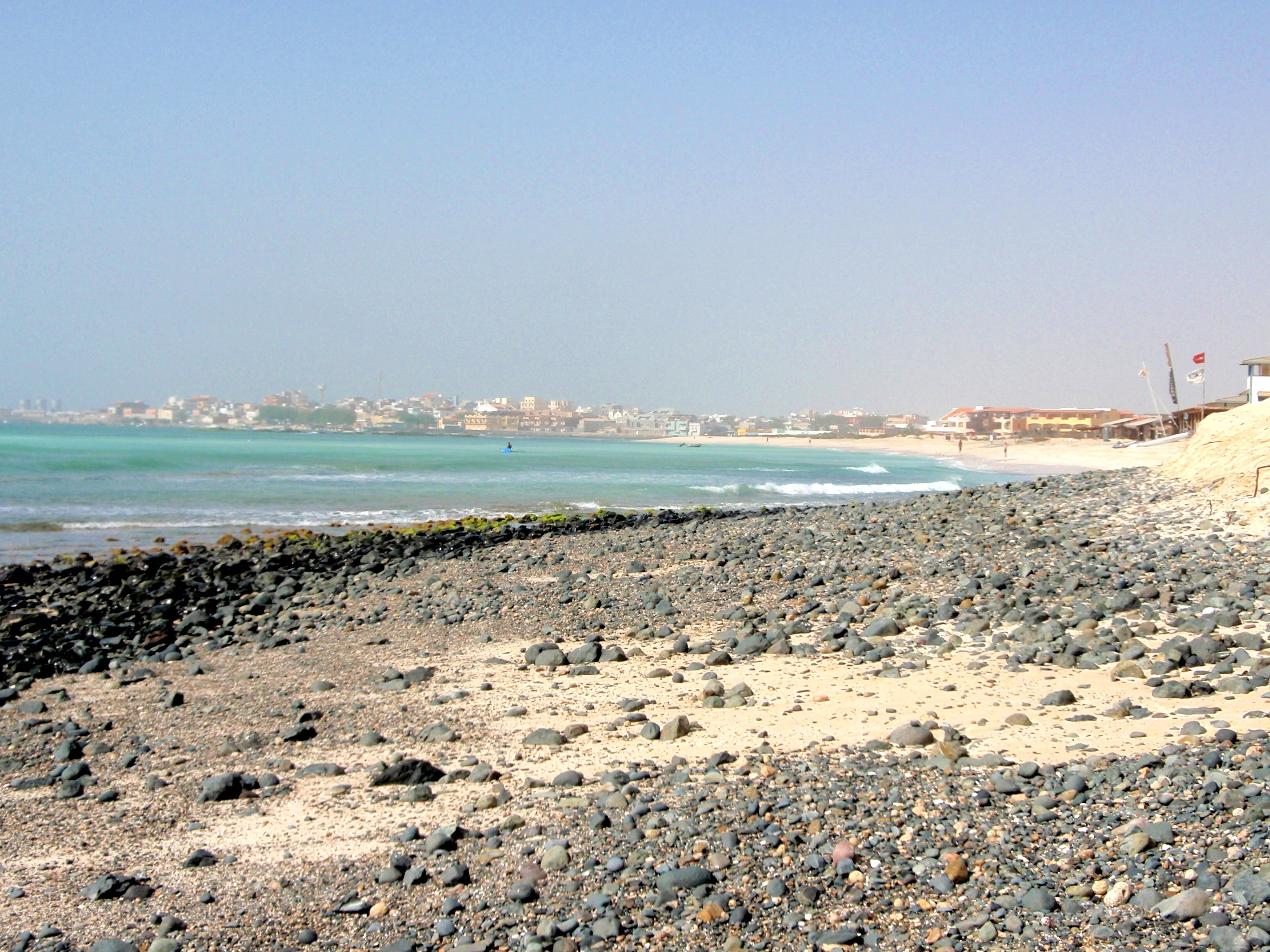
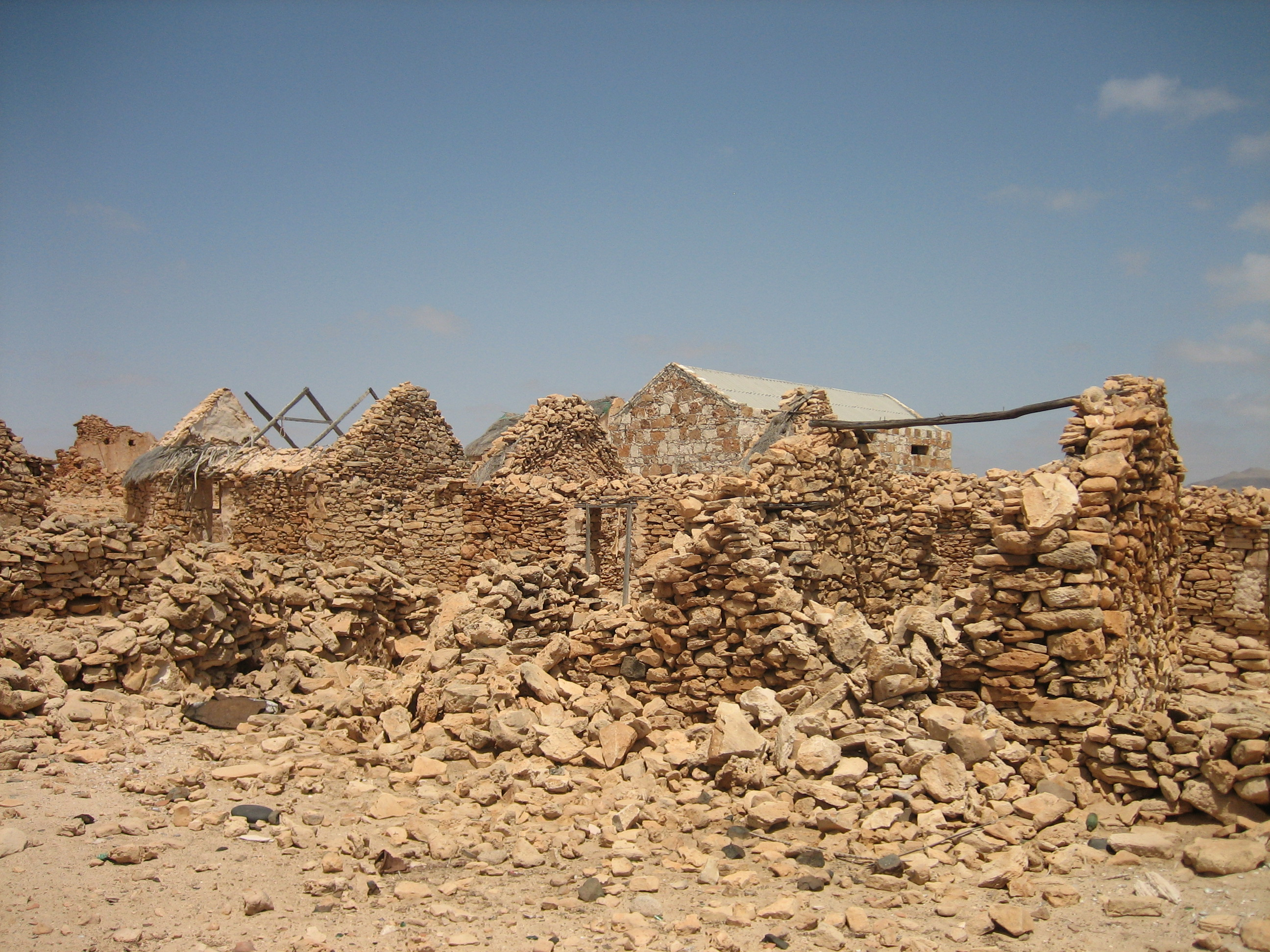
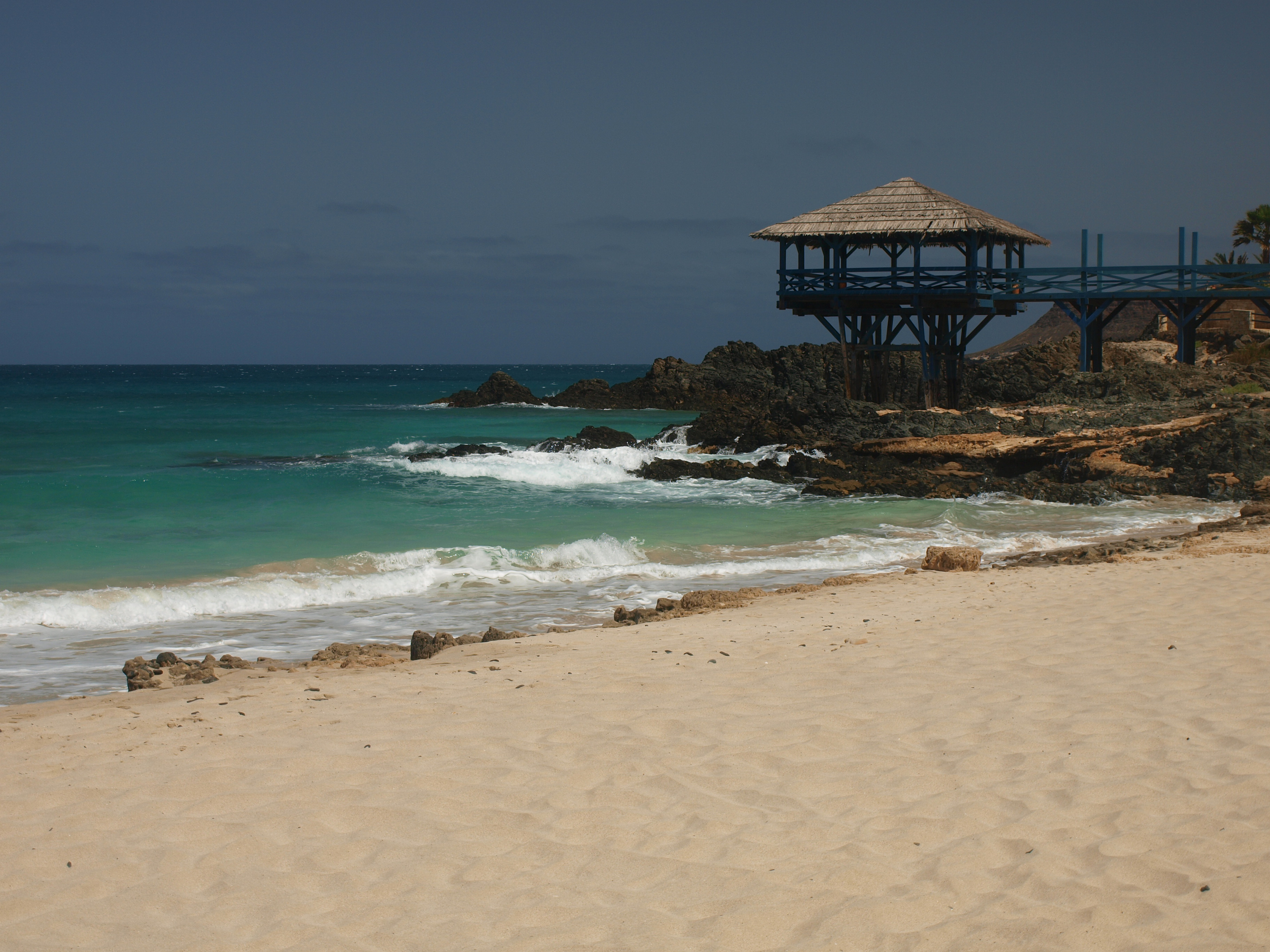